# Muséum zoologique de Göttingen

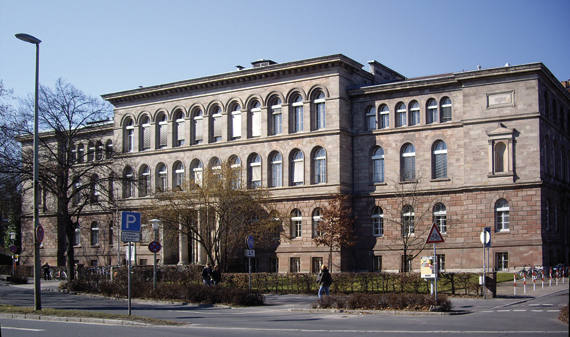
Muséum zoologique de Göttingen

Le muséum zoologique de Göttingen (Zoologisches Museum Göttingen) est un muséum zoologique qui dépend de l'université de Göttingen en Allemagne, géré par l'institut de zoologie et d'anthropologie Johann-Friedrich-Blumenbach. Sa collection comprend cent mille spécimens, ce qui le place loin derrière celles du muséum zoologique de Hambourg, par exemple, qui comprennent dix millions de spécimens, mais elles sont intéressantes car elles présentent des holotypes de nouvelles espèces, ainsi que des spécimens d'espèces éteintes de différentes régions du monde.

## Historique
Johann Friedrich Blumenbach, explorateur naturaliste et anthropologue, est le premier conservateur du muséum. Celui-ci est fondé en 1773 en tant que Muséum royal académique (Königliches Academisches Museum). Blumenbach y rassemble également une collection zoologique. Celle-ci s'installe en 1878 dans de nouveaux bâtiments de la Berliner Straße, où elle se trouve depuis lors enrichie au fil des ans. On remarque ainsi le squelette d'un cachalot d'environ 18 ans, de 17 mètres de longueur.

## Structure
Le muséum est partagé en différentes sections :
- Monde animal d'Allemagne
- Évolution et systématique zoologique
- Collections de squelettes de vertébrés

## Source
- (de) Cet article est partiellement ou en totalité issu de l’article de Wikipédia en allemand intitulé « Zoologisches Museum Göttingen » (voir la liste des auteurs).